# Gibraltar Chronicle
Gibraltar Chronicle — национальная газета британской заморской территории Гибралтар. Основана в 1801 году. С 1821 становится ежедневной дневной газетой. Является старейшей газетой Гибралтара и одной из старейших англоязычных дневных газет, издающейся непрерывно со дня основания. Редакция газеты расположена в Уотергейт-Хаус, типография — в промышленной зоне Нью-Харборс.

## История

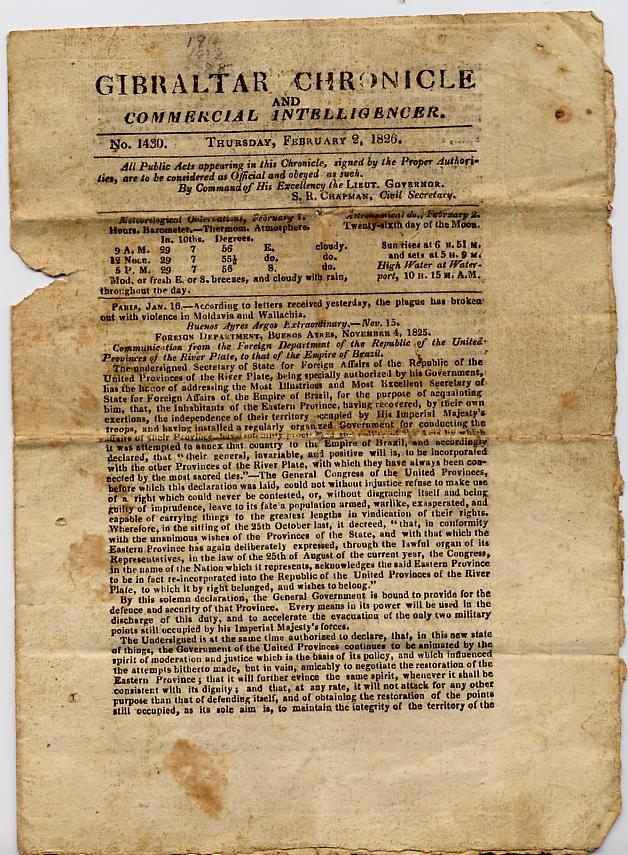
Номер Gibraltar Chronicle от 2 февраля 1826 года

Газета Gibraltar Chronicle появилась в качестве информационного листка гибралтарского гарнизона. 4 мая 1801 года в гарнизонной типографии был отпечатан для продажи публике четырёхстраничный бюллетень на английском и французском языках, рассказывавший о новостях из Египта, куда отправились пять гибралтарских полков, и победе адмирала Нельсона у Копенгагена. 8 мая появилась вторая редакция бюллетеня. Первым редактором новостей стал француз Шарль Буассон, поселившийся в Гибралтаре в 1794 году. Штаб-квартирой газеты была местная библиотека.
Под названием Gibraltar Chronicle газета впервые вышла 15 мая 1801 года. До 160-го номера каждый выпуск обозначался римскими цифрами, затем, после пятимесячного перерыва, связанного с эпидемией жёлтой лихорадки, очередной номер вышел с арабской нумерацией. Первые 160 выпусков включали в себя дословные выдержки из статей The London Gazette, материалы на испанском, французском и русском языках, новости двора и парламента. Также публиковались коммерческие сводки и репортажи, заимствованные из иностранной прессы. Иногда публиковались письма, реклама и некоторые заметки на социальные темы. Местные новости в газете практически не отражались. Основными читателями издания были официальные лица Гибралтара.
До начала XX века Gibraltar Chronicle оставалась в основном гарнизонной газетой. В настоящее время она находится во владении местного независимого трастового фонда.

## Сообщение о Трафальгарской битве

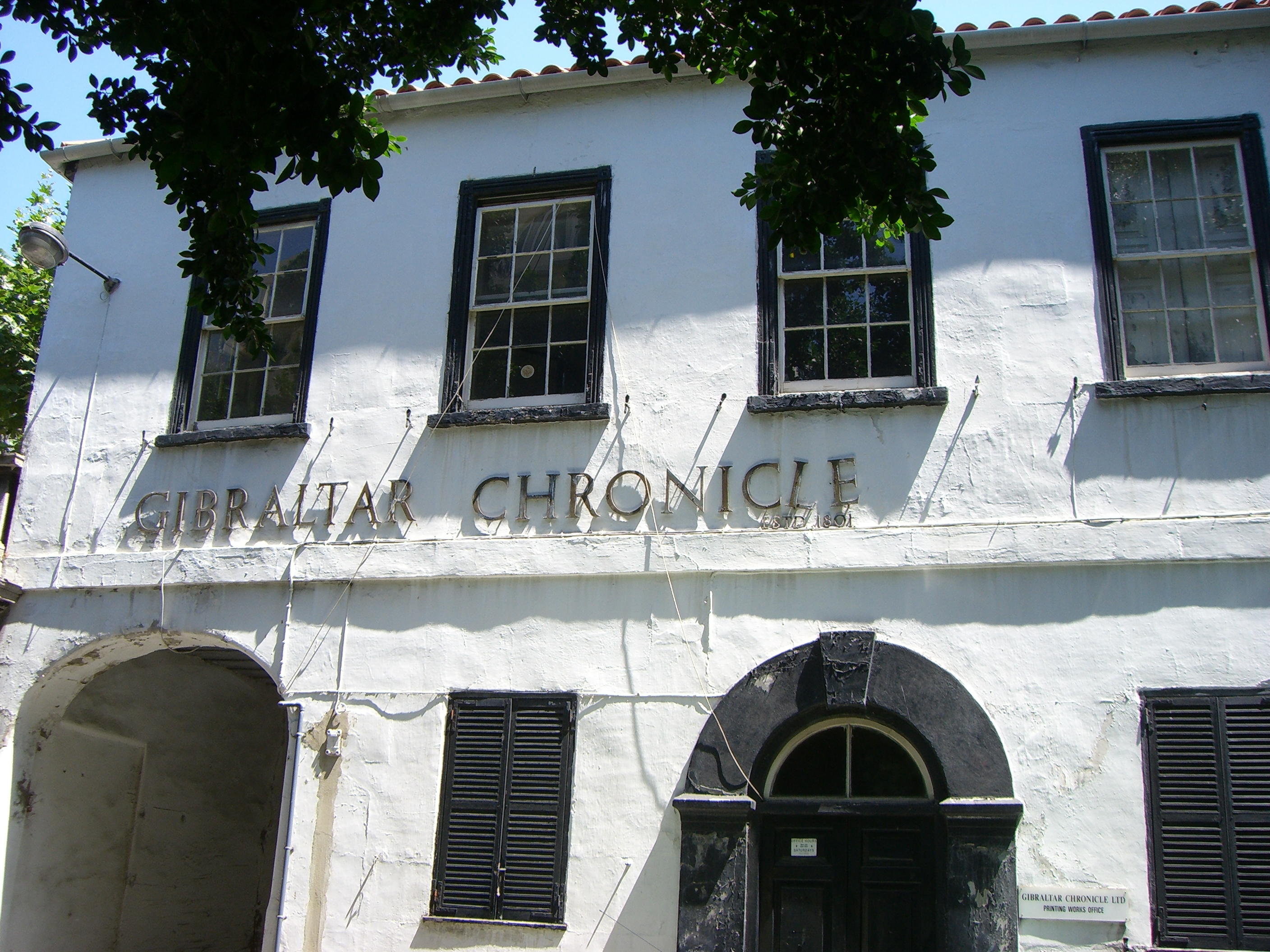
Типография Gibraltar Chronicle

23 октября 1805 года Gibraltar Chronicle сообщила о победе английского флота в Трафальгарском сражении. Это было первая опубликованная новость о победе, вышедшая в свет всего через два дня после него. Статья включала письмо адмирала Коллингвуда губернатору Гибралтара Генри Эдварду Фоксу, содержавшее описание битвы. Новость дошла до города всего через два дня благодаря тому, что английски флот встретил по пути рыбацкую лодку из Гибралтара. Через пять дней после битвы адмирал Коллингвуд направил сообщение о ней в Англию, где о победе не знали вплоть до 6 ноября, и The Times опубликовала новость только 7 ноября 1805 года.